# Adelgazamiento viario

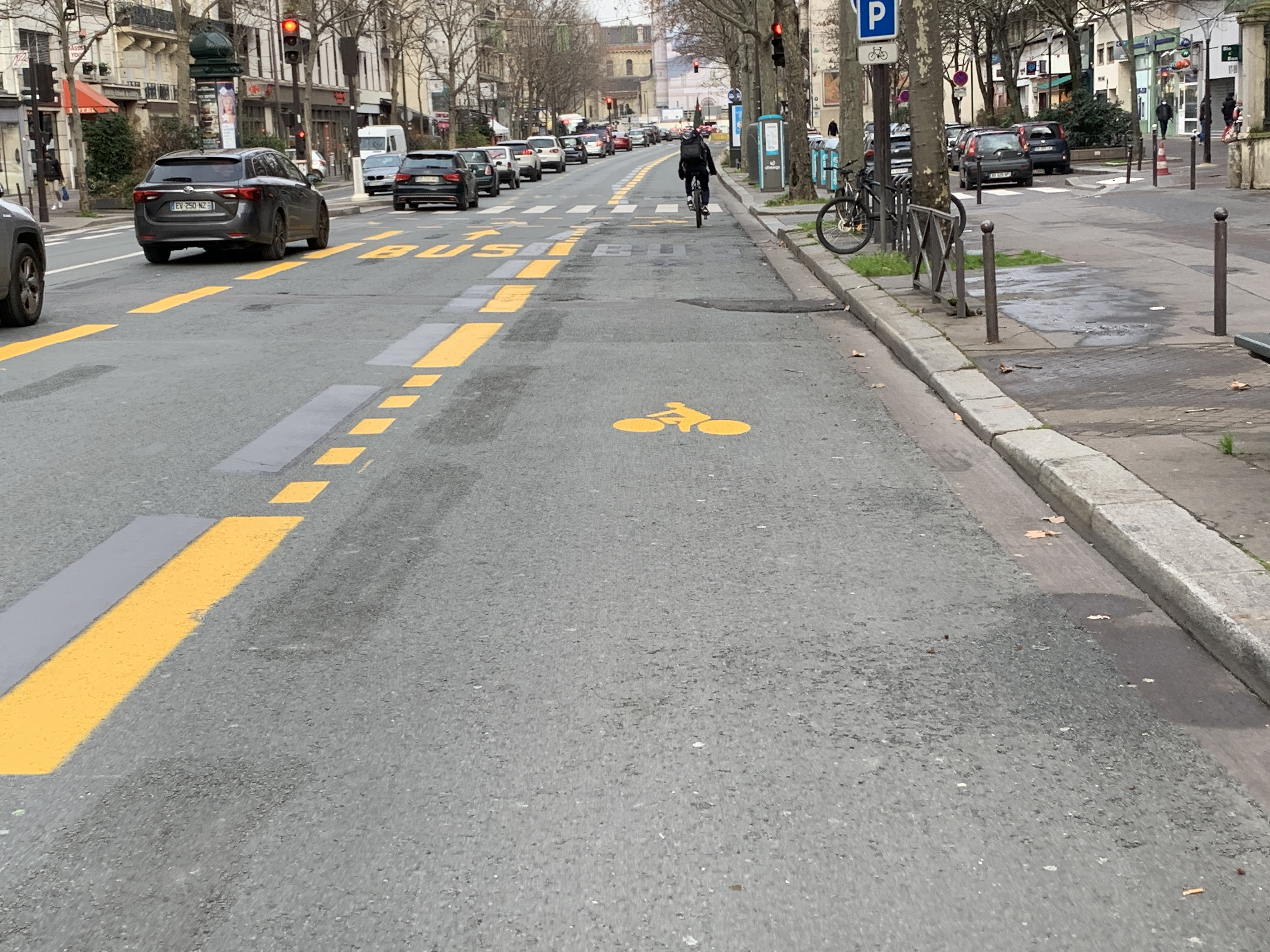
Conversión de la calzada en ciclovías y carriles bus mediante urbanismo táctico en París. Se pacifica el tráfico y aumenta la seguridad vial. Además mejora la eficiencia del transporte público y se diversifican los medios de transporte al dar seguridad a los ciclistas.

El adelgazamiento viario o dieta vial es una técnica de pacificación del tráfico que consiste en la reducción del ancho de la calzada o en la disminución del número de carriles.
Mayor anchura o más número de carriles están directamente relacionados con una mayor velocidad de los vehículos que utilizan estas vías. De la misma manera, menor anchura y menos carriles inducen una circulación más calmada y, por tanto, aumenta la seguridad vial.

## Técnicas

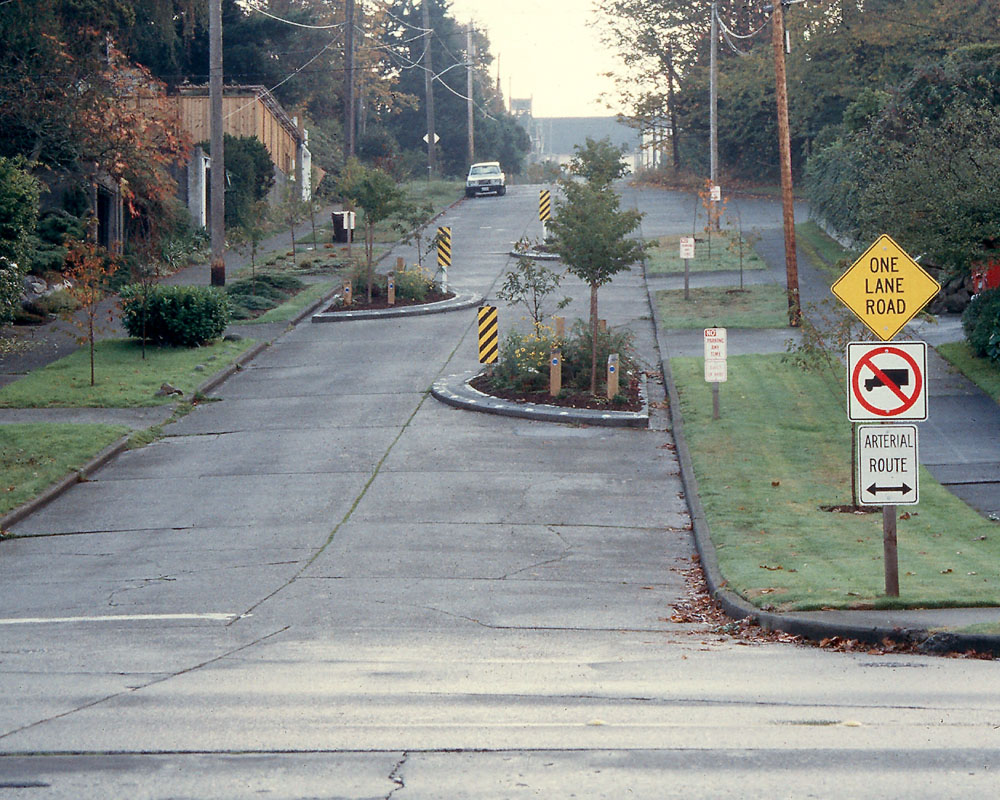
Las chicanes obligan a una reducción de la velocidad de los vehículos.

Entre los métodos que pueden aplicarse para generar adelgazamientos viarios están:
- Ampliación de las aceras.
- Generación de ciclovías.
- Conversión de carriles en vías reservadas, como carril bus, tranvía o carriles reversibles.
- Adición de medianas y jardines.
- Estrechamiento de la vía mediante marcas viales, cebreado o bolardos.
- Instalación de chicanes.